# Роберт Кархарт Мертон
Роберт Кархарт Мертон (англ. Robert Carhart Merton, 31 липня 1944) — американський економіст, професор Школи управління Слоуна (МІТ), лавреат Нобелівської премії з економіки 1997 року.

## Біографія
Народився Роберт 31 липня 1944 року в Нью-Йорку в родині класика американської соціології, професора колумбійського університету Роберта Мертона. З дитинства він полюбив математику і далі спеціалізувався з цього предмету в Колумбійському університеті.
1966 року він захистив диплом бакалавра гуманітарних наук, а потім почав вивчати прикладну математику в Каліфорнійському технологічному інституті, де 1967 р. отримав магістерський ступінь.
Другим захопленням ученого була економіка. 1967 р. Р.Мертон працює над докторською дисертацією в Массачусетському технологічному інституті. Тут він під керівництвом відомого економіста П.Сам'юелсона проводить наукові дослідження, публікує свої перші праці. Особливу увагу він приділяє фондовій біржі, конвертованим та іншим цінним паперам.
1970 р. Мертон з успіхом захищає докторську дисертацію за темою «Теорія аналітичного оптимального регулювання в ймовірнісній та неймовірнісній економіці». Більша частина роботи побачила світ у вигляді наукових статей ще до захисту дисертації.
Далі він стає викладачем на курсах основних ринків та загальних фінансів, поєднуючи цю роботу з дослідницькою діяльністю. У цей час він друкує статті «Вибір портфеля тривалого терміну дії за умов невизначеності: випадок неперервного часу» (1969) та «Оптимальна сфера споживання і портфель правил в моделі безперервного часу» (1971), де ним вперше проаналізовано індивідуальні споживчі та інвестиційні рішення, що приймаються в безперервному часі.
1987 р. Мертон стає професором фінансів Вищої школи бізнесу при Гарвардському університеті, продовжуючи займатися дослідженнями фінансових ринків.

### Дослідження та внесок в науку
Науково-практичні інтереси вченого пов'язані з проблемами фінансової теорії і практики, ціноутворення на ринку вторинних цінних паперів, оцінки опціонів, дострокових гарантій. Особистий науковий вклад Мертона — наукове обґрунтування важливого узагальнення, згідно з яким ринкова рівновага — не обов'язкова умова для оцінки опціону, а є достатньою умовою для цього, якщо не існує можливостей здійснити арбітражні операції.
Подальші дослідження були викладені у статті «Про ціноутворення квотових вимог у теоремі Модільяні-Міллера»: глибоке узагальнення за методом формульного врахування факту, що опціони можна створити синтетично за рахунок узгодженості з акціями, які лежать в їх основі, та з безризиковими облігаціями.
Виходячи з припущення про безперервність здійснення операцій з опціонами і акціями, учений запропонував підтримувати між ними безризикове співвідношення; зробив ряд важливих узагальнень і ввів в науковий вжиток формулу, що визначає «справедливу вартість» опціону і відіграє важливу роль в ухваленні інвестиційних рішень (формула Блека — Шоулза). Удосконалена Мертоном формула Блека — Шоулза на Чиказькій фондовій біржі була використана 1973 р., через місяць після публікації статті «Ціноутворення на опціони і пасиви корпорацій». Нині тисячі торговців та інвесторів у всьому світі повсякденно користуються нею для оцінювання акціонерних опціонів.
На сьогодні ця формула вважається однією з вагомих досягнень економічної теорії кінця XX ст. і широко використовується в процесі ефективного управління ризиком, оцінки страхових контрактів і гарантій, визначення вартості нових фінансових інструментів та ін. Нобелівську премію з економіки 1997 р. Мертону було присуджено «за комплекс робіт з ціноутворення на опціони і пасиви корпорацій». Це — унікальний феномен в практиці економічного господарювання.
Р.Мертон — автор п'яти книг і понад 70 наукових статей, зараз він продовжує викладацьку і активну наукову діяльність.

## Особисте життя
Мертон був одружений з Джун Розе з 1966 по 1996. Мають трьох дітей: двох синів і доньку.

## Почесні звання та нагороди
У 1993 Мертон був прийнятий членом Американської академії наук.
У 1997 Мертон разом з Мироном Шоулзом був нагороджений Нобелівською премією з економіки «за комплекс робіт з ціноутворення на опціони і пасиви корпорацій».
В 1999 Мертон був удостоєний нагороди життєвого досягнення у фінансовій математиці.
У 2005 Бібліотека Бейкера в Гарварді відкрила Виставку Мертона на його честь.
В 2010 нагороджений медаллю Колмогорова.

## Виноски
1. 1 2 3 4 5 6 7 8  Математичний генеалогічний проєкт — 1997.
2. ↑  https://www.econometricsociety.org/society/organization-and-governance/fellows/current
3. 1 2 3  Нобелівський лауреат Роберт Мертон (Merton). Процитовано 28.5.2011.
4. 1 2 3 4  Фінансова діяльність суб'єктів підприємництва. Навчальний посібник О. М. Кравчук, В. П. Лещук. Архів оригіналу за 13 липня 2013. Процитовано 16 травня 2011.
5. ↑  Merton, Robert C. (1973). Theory of Rational Option Pricing. Bell Journal of Economics and Management Science. The RAND Corporation. 4 (1): 141—183. doi:10.2307/3003143. JSTOR 3003143. {{cite journal}}: |access-date= вимагає |url= (довідка) (англ.)
6. ↑  Speech in Honor of Robert C. Merton [Архівовано 2011-12-12 у Wayback Machine.] (англ.)
7. ↑  Baker Library: About the Merton Exhibit [Архівовано 7 червня 2008 у Wayback Machine.](англ.)
8. ↑  The Kolmogorov Lecture and Medal [Архівовано 27 квітня 2010 у Wayback Machine.](англ.)